# Långtjärnen (Voxna socken, Hälsingland, 680005-149082)
Långtjärnen är en sjö i Ovanåkers kommun i Hälsingland och ingår i Ljusnans huvudavrinningsområde.